# Marco Ferrone
Marco Ferrone (Napoli, 9 luglio 1987) è un ex pallanuotista italiano, centrovasca e capitano dell'Acquachiara. Dopo il ritiro ha svolto brevemente il ruolo di "team leader".

## Carriera

### Club
Entrò nelle giovanili dell'Acquachiara nel 1998. Considerato tra i migliori talenti della pallanuoto campana, nel 2004 ha vinto il campionato di serie C, venendo giudicato come miglior giocatore del torneo, grazie anche alle 81 reti segnate; nel 2006, l'Acquachiara ottiene la promozione in serie A2. Nel 2010-2011 ha concluso in testa alla classifica la regular season, conquistando anche la promozione in A1 per la stagione 2011-2012, nella quale si sono classificati al quarto posto in regular season, partecipando così ai play-off. Nel 2014 ha disputato la finale di Coppa LEN.

### Nazionale
Nel 2003 comincia la sua carriera nelle nazionali giovanili, vincendo nel 2007 la medaglia d'argento ai mondiali di categoria a Long Beach in California. Partecipa inoltre al torneo di pallanuoto alla XXV Universiade di Belgrado.

## Vita privata
Oltre alla carriera sportiva, Marco è specializzato in cardiologia presso l'Università degli Studi di Napoli Federico II. Ha frequentato il Laboratorio di Emodinamica "Massimo Chiariello" sotto la guida del Prof. Giovanni Esposito presso la medesima Università acquisendo valida esperienza in interventistica coronarica, strutturale e periferica. Ha frequentato per due anni lo Skirball Center della Cardiovascular Research Foundation di  New York, sotto la guida del Prof. Juan Granada, interessandosi in particolare dello studio di nuovi dispositivi per il trattamento percutaneo dell’insufficienza mitralica. Attualmente lavora presso la Clinica Montevergine di Mercogliano. Marco ha fatto infine parte, dal 2016 al 2027, della segreteria scientifica del Giornale Italiano di Cardiologia Invasiva, diretto dal Prof. Giovanni Esposito, assieme al collega ed amico dott. Fabio Magliulo.